# Rezerwat przyrody Cisy w Mogilnie
Rezerwat przyrody Cisy w Mogilnie – florystyczny rezerwat przyrody w miejscowości Mogilno, w gminie Korzenna, powiat nowosądecki, województwo małopolskie. Znajduje się na gruntach Skarbu Państwa w zarządzie Nadleśnictwa Stary Sącz (leśnictwo Lipnica Wielka).
Położony jest na stokach Jodłowej Góry w Beskidzie Niskim.
Rezerwat został powołany zarządzeniem Ministra Leśnictwa i Przemysłu Drzewnego z 27 maja 1963 roku (M.P. z 1963 r. nr 54, poz. 271). Według aktu powołującego zajmuje powierzchnię 35,67 ha. Rezerwat utworzono w celu zachowania ze względów naukowych, dydaktycznych i turystycznych naturalnego stanowiska cisów. Ochronie podlegają też zespoły buczyny karpackiej wraz z rzadkimi gatunkami flory charakterystycznej dla piętra pogórza i regla dolnego.